# Motörhead
Motörhead (/ˈmoʊtərhɛd/) foi uma banda de rock inglesa, fundada em junho de 1975 pelo baixista, cantor e compositor Ian "Lemmy" Kilmister, sendo o líder e membro constante da banda até sua morte em 2015. A banda foi considerada uma das precursoras e uma das
primeiras bandas da Nova Onda do Heavy Metal Britânico, que reviveu o heavy metal no final dos anos 70 e no começo dos anos 80. Não obstante, Lemmy sempre rotulou a música do Motörhead simplesmente como rock and roll.
O Motörhead lançou 22 álbuns de estúdio, 10 gravações ao vivo, 12 compilações e cinco EPs. Como um power trio, eles alcançaram um grande sucesso no começo dos anos 80 com vários singles que obtiveram espaço Parada de Singles do Reino Unido. Os álbuns Overkill, Bomber, Ace of Spades e particularmente o No Sleep 'til Hammersmith, consolidaram a reputação do Motörhead como uma banda de rock de alto nível. A banda entrou na lista "100 Melhores Artistas de Hard Rock" do canal VH1, ficando na 26ª posição. Até  2012, já haviam vendido mais de 15 milhões de álbuns no mundo todo.
A sonoridade do Motörhead é tipicamente classificada como um heavy metal, mas sua fusão com o punk rock os colocou como os pioneiros do speed metal e do thrash metal.  As letras do Motörhead geralmente abordam temas como guerra, o bem contra o mal, abuso de poder, sexo promíscuo, abuso de drogas e, sobretudo, os jogos de azar. O nome "Motörhead" - com o uso do trema do metal - refere-se aos usuários que fazem uso de anfetaminas. O característico logotipo da banda que apresenta um javali com correntes e espinhos, foi criado pelo artista Joe Petagno em 1977 e usado no álbum de estreia da banda, aparecendo na maioria de seus lançamentos subsequentes.
Em 28 de dezembro de 2015, foi informado na página do Facebook da banda que o vocalista e baixista Lemmy havia falecido. No dia seguinte, o baterista Mikkey Dee anunciou oficialmente que a banda chegou ao fim depois da morte de Lemmy.Em 11 de janeiro de 2018, morre o guitarrista Eddie Clarke

## História
O baixista Lemmy Kilmister começou na música ainda na década de 1960, como roadie da banda de Jimi Hendrix. A sua estreia profissional no meio artístico dar-se-ia com a banda de rock psicodélico Hawkwind que alcançou alguns hits na década de 1970.
Lemmy foi demitido do Hawkwind em maio de 1975 por, segundo ele, "usar as drogas erradas". Ele foi detido por suspeita de posse de cocaína na fronteira canadense e passou cinco dias na prisão, forçando a banda cancelar alguns shows de sua tour norte-americana. Agora sozinho, Lemmy decidiu formar sua própria banda  com o baterista Lucas Fox e o guitarrista Larry Wallis   e chamá-la de Bastards, nome que mudou para Motörhead  (uma gíria americana usada por viciados em anfetaminas), inspirado pela última canção que havia escrito para o Hawkwind. Lucas Fox foi trocado por Phil Taylor, que era um músico amador e amigo de infância de Lemmy, e Larry Wallis dá lugar a "Fast" Eddie Clarke.
Lemmy sempre concentrou-se  em uma música bem básica: barulhenta, rápida, rouca, rock n roll... Em abril de 1977, vivendo em lugares apertados e com pouco reconhecimento, e após algum debate, a banda concordou em fazer um show de despedida no Marquee Club em Londres. Lemmy acabou conhecendo  Ted Carroll da Chiswick Records e pediu-lhe  para trazer um estúdio móvel para o show para gravar nele posteriormente. Carroll não pôde trazer a unidade móvel ao Marquee Club mas mostrou-o nos bastidores após o show e ofereceu dois dias nos Escape Studios com o produtor Speedy Keen para gravar um single. A banda aproveitou a chance e, ao invés de  gravarem um single, acabaram formulando 11 faixas inacabadas. Carroll deu a eles alguns dias a mais no Olympic Studios para terminar os vocais e a banda completou 13 faixas para lançar como um álbum.
A Chiswick publicou o single "Motörhead" em junho, seguido do álbum Motörhead em agosto, o qual passou uma semana nas paradas musicais inglesas na posição  43. A banda fez shows dando suporte ao Hawkwind  em junho, iniciando no fim de julho a tour 'Beyond the Threshold of Pain' com The Count Bishops. Em setembro de 1978, o single "Louie Louie" foi  lançado, chegando ao numero  68 no  UK Singles Chart, e a banda excursionou pelo Reino Unido para promovê-lo, aparecendo pela primeira vez no programa de TV da BBC Top of the Pops  em 25 de outubro. A Chiswick  capitalizou esse novo nível de sucesso relançando o álbum de estreia  em vinil branco via EMI Records. Nessa época, o padrão de suas performances melhorou consideravelmente, e a natureza descompromissadora  de sua música foi começando a ganhar seguidores de entusiastas tanto do metal quando do punk.

Logotipo do Motörhead

O sucesso do single levou-os aos estúdios para gravar um álbum. Em 9 de março de 1979 tocaram a canção  "Overkill" no programa Top of the Pops em suporta ao single, que precedeu o lançamento do LP Overkill, lançado em 24 de março. Foi o primeiro disco da banda a entrar no top 40 do UK Albums Chart, chegando à posição 24, com o single ficando em 39º lugar no  UK Singles Chart.  Meses depois, a banda começou a trabalhar no próximo disco, Bomber, o qual alcançou a posição 12 no Reino Unido. Em 1 de dezembro, foi seguido pelo single de mesmo nome ("Bomber"), chegando em 34º lugar no UK Singles Chart. A turnê europeia e inglesa deste lançamento contou com o grupo Saxon como apoio. O palco dos shows continha um equipamento de iluminação com  um espetacular aeroplano bombardeiro de enfeite. A faixa-título de Bomber foi inspirada pelo romance Bomber de Len Deighton, o qual era uma crônica em tempo-real  de um bombardeio aéreo RAF do ponto de visão  de todos os interessados: das tripulações de RAF, os Luftwaffe, e os civis no chão.
Em tempos, começaram a destacar-se no cenário do rock, trazendo já algumas canções que viriam a tornar-se clássicos do power-trio, como "Overkill", "Stay Clean", "Damage Case", "Metropolis", "Bomber", "Poison" e "Stone Dead Forever".
Durante a 'Bomber tour', a United Artists colocaria conjuntamente fitas gravadas durante as sessões no Rockfield Studios entre 1975/76 e lançá-las-ia no álbum On Parole, atingindo a posição 65 inglesa. O single "Ace of Spades" foi lançado em 27 de outubro de 1980 como prévia do disco Ace of Spades,  publicado em 8 de novembro. O single alcançou o posto 15 e o álbum a posição 4 nas paradas inglesas, obtendo Certificado de Ouro. O álbum  foi descrito como "um dos melhores álbuns de metal de qualquer banda, de qualquer época".
A banda conseguiu mais sucesso nas paradas musicais em 1981 com o lançamento do EP St. Valentine's Day Massacre, em colaboração com o Girlschool, chegando ao posto 5 no UK Singles Chart em fevereiro; a versão ao vivo de "Motörhead" estreou em 6º no the UK Singles Chart em julho; e o álbum da qual foi tirada, No Sleep 'til Hammersmith, acabou sendo número 1 em junho. Entre 26 e 28 de janeiro de 1982, o trio iniciou as gravações de seu  de produção independente. Em 3 de abril, o single "Iron Fist" foi revelado, chegando em #29 no UK Singles Chart, seguido pelo álbum completo Iron Fist, lançado em 17 de abril, e que foi o sexto mais vendido no Reino Unido na semana de estreia.

Em 1982 o guitarrista original Fast Eddie abandonou a banda, sendo substituído por Brian Robertson (que havia tocado com o Thin Lizzy), que não esquentou lugar em virtude da péssima recepção por parte dos fãs (e por se negar a tocar algumas faixas antigas), sendo substituído por uma dupla de guitarristas, Mick Wurzel e Phil Campbell.

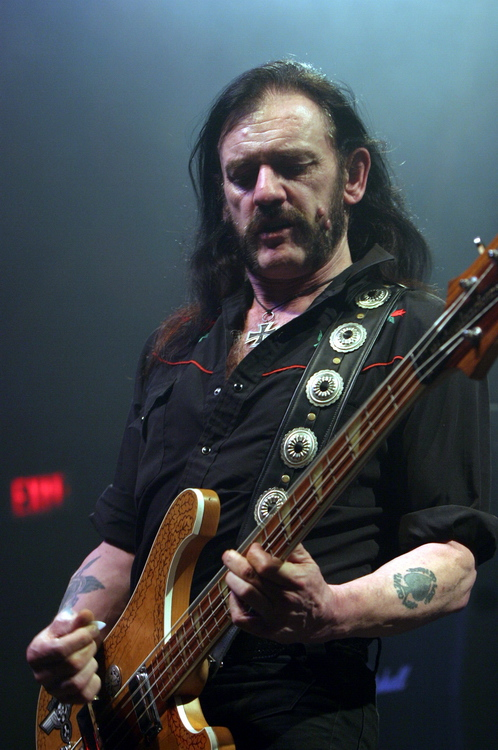
Lemmy ao vivo, 2005.

O baterista original Phil Taylor também foi substituído por Pete Gill nesta mesma época. Philty ficaria fora da banda por pouco tempo, voltando logo após a gravação do clássico Orgasmatron de 1986 (cuja faixa título foi regravada pelo Sepultura). Com seu baterista original gravariam os discos Rock 'n' Roll e 1916. Na tour de 1916 Philty novamente abandonou a banda, sendo substituído por Mikkey Dee, baterista da banda de King Diamond.
Em 1992 lançaram March ör Die, seu maior sucesso comercial, com participação do guitarrista Slash (Ex-Guns N' Roses) em diversas canções e uma parceria com Ozzy Osbourne na canção "Hellraiser" (também lançada por Ozzy no álbum No More Tears),  presente no game Grand Theft Auto San Andreas e fartamente divulgada em rádios e MTV.
Após desentendimentos com a gravadora Sony lançaram Bastards (1993) por um pequeno selo germânico, tendo pouca repercussão, assim como os discos que se seguiram.
Após o lançamento do álbum Sacrifice o guitarrista Mick Wurzel abandonou a banda, que voltou a ser um trio.
O ano de 2000 é marcado pelo aniversário de 25 anos do Motörhead com um show na Brixton Academy, que vira álbum três anos depois. Em 2004, a banda grava o disco Inferno e segue em turnê pelo Reino Unido em parceria com o Sepultura. Um ano depois, o Motörhead ganha o Grammy na categoria Melhor Performance de Metal.
Nos anos seguintes o Motörhead grava mais três discos: “Kiss of Death” (2006), “Better Motörhead Than Dead: Live at Hammersmith” (2007) e “Motörizer” (2008).
A banda esteve presente nas edições do Rock in Rio, Lisboa em 30 de maio de 2010 e no Rio de Janeiro em 25 de Setembro de 2011.
Como prometido aos fãs, em 2010 eles voltaram aos estúdios e gravaram o álbum: The Wörld Is Yours. Antes de lançar seu último álbum eles lançaram o Aftershock de 2013. Seu último álbum de estúdio foi intitulado de Bad Magic e lançado em agosto de 2015.
Em 28 de dezembro de 2015, o baixista e vocalista da banda, Lemmy, veio a falecer devido a vários problemas de saúde. Desta forma, a banda teve seu fim.

## Ace of Spades
Álbum que saiu em outubro de 1980, é considerado por muitos como o ápice, o melhor momento registrado pelo Motörhead, o álbum que capturou a banda no seu auge. Com esse álbum a banda ganhava pela primeira vez notoriedade, aparecendo na capa do LP, no lugar da rotineira ilustração, fato que iria se repetir somente em 1996 com o Overnight Sensation. Ace of Spades, foi gravado com o produtor mais requisitado da época, Vic Maile. Com todo o sucesso, o disco tounou-se um dos maiores clássicos na história do Heavy Metal, fazendo do Motörhead um grande nome na cena metálica.
Em 2000 a música "Ace of Spades" foi incluída trilha sonora do game Tony Hawk's Pro Skater 3, e em 2005 foi incluída na trilha sonora do game Guitar Hero.

## Integrantes
| Última formação - Lemmy Kilmister - Vocal & baixo (1975-2015) - Phil Campbell - Guitarra (1984-2015) - Mikkey Dee - Bateria (1992-2015) Membros convidados - Ozzy Osbourne - Vocal (participação no álbum March or Die) - Slash - Guitarra (participação no álbum March or Die) - Matt Sorum - Bateria (ao vivo, 2009) - Mike Inez - Baixo (participação no álbum Kiss of Death) | Membros Anteriores - Larry Wallace (falecido) - Guitarra (1975-1976) - Lucas Fox - Bateria (1975) - Phil "Philthy Animal" Taylor (falecido) - Bateria (1975-1984, 1987-1992) - "Fast" Eddie Clarke (falecido) - Guitarra (1976-1982) - Brian "Robbo" Robertson - Guitarra (1982-1984) - Michael "Würzel" Burston (falecido) - Guitarra (1984-1995) - Pete Gill - Bateria (1984-1987) - Tommy Aldridge - Bateria (sessão em 1992) |

## Discografia
| - 1977: Motörhead - 1979: Overkill - 1979: Bomber - 1980: Ace of Spades - 1982: Iron Fist - 1983: Another Perfect Day - 1986: Orgasmatron - 1987: Rock 'n' Roll - 1991: 1916 - 1992: March ör Die - 1993: Bastards | - 1995: Sacrifice - 1996: Overnight Sensation - 1998: Snake Bite Love - 2000: We Are Motörhead - 2002: Hammered - 2004: Inferno - 2006: Kiss of Death - 2008: Motörizer - 2010: The Wörld Is Yours - 2013: Aftershock - 2015: Bad Magic |